# Португальский католический центр
Португальский католический центр (порт. Centro Católico Português) — португальская правая консервативно-католическая партия и общественная ассоциация 1917—1940. Объединял представителей духовенства и католической общественности. Выступал с позиций политического католицизма, традиционализма и социального консерватизма. Поддерживал связи со Святым Престолом. Разделялся на консервативно-монархическое и христианско-демократическое течения. Видным деятелем CCP был Антониу Салазар.

## Создание и идеология
5 октября 1910 Португальская революция свергла монархию и установила Первую республику. В революции был резко выражен антиклерикальный мотив. Закон об отделении церкви от государства дополнялся прямыми преследованиями. Это вызывало протесты духовенства, католической общественности и верующих масс. С 1911 началась организационная консолидация католических активистов, создавались ассоциации и союзы в защиту религии и церкви. 22 января 1915 католические епископы Португалии призвали создать политическую организацию.
Португальский католический центр (CCP) был основан в Браге 8 августа 1915 (некоторые источники указывают 1917). Первым председателем CCP стал юрист и писатель Алберту Пиньейру Торреш, ранее начальник тюремного ведомства Порту; его заместителями — профессор Коимбрского университета Диогу Пашеку ди Аморин и отставной подполковник инженерных войск Жозе Фернанду ди Соза, известный под журналистским псевдонимом Нему. Все трое были убеждёнными монархистами и католическими клерикалами.
Программу CCP написали Диогу Пашеку ди Аморин и священник-журналист Жозе ди Алмейда Коррейя. Идеологической основой являлось социальное учение Католической церкви в консервативном прочтении Rerum Novarum. Политически CCP продолжал национал-консервативную традицию Националистической партии и Национального центра 1900-х.
В первые годы CCP был однозначно враждебен республиканскому режиму. В перспективе Центр ориентировался на реставрацию монархии. С реставрацией связывалось восстановление прежнего положения католической церкви. Партия выступала за преобразование португальского общества на христианских основах, укрепление государственного порядка, жёстко осуждала «республиканскую анархию», либерализм и марксизм. Антимарксизм был безусловен, антилиберализм сочетался с принятием некоторых консервативно-либеральных тезисов.
Центр поддержал в 1918 «республиканскую диктатуру» Сидониу Паиша, отменившего наиболее радикальные антиклерикальные законы. После убийства Паиша некоторые активисты CCP примкнули к мятежу Северной монархии и после подавления подверглись репрессиям.

## Внутренние противоречия
Крайний консерватизм первого руководства CCP, авторитарность идеологии и монархическая ностальгия устраивали далеко не всех членов партии. Образовалось христианско-демократическое течение, признававшее республиканский строй, парламентаризм и политические свободы. Лидером этой группы стал профессор политэкономии Промышленно-торгового института Лиссабона Антониу Лину Нету. При Сидониу Паише он был вице-председателем парламента — Конгресса Республики и некоторое время исполнял обязанности председателя палаты депутатов.
22 ноября 1919 в Лиссабоне прошёл второй съезд CCP, названный «собранием реструктуризации». Вторым председателем партии был избран Антониу Лину Нету, заместителями — учёный-химик Антониу Перейра Форжаш и юрист Жозе да Фонсека Гарсиа. Монархисты Пиньейру Торреш и Соза Нему вышли из Центральной комиссии. Новое руководство Центра авторитетно поддержал кардинал-патриарх Лиссабона Антониу Мендеш Беллу.
CCP заявил об уважении к республиканской Конституции и участии в республиканской политической жизни. Позиции CCP сблизились с Итальянской народной партией Луиджи Стурцо, созданной в начале того же года. Очевидный сдвиг к либерализации одобрил Святой Престол: 18 декабря 1919 Папа Римский Бенедикт XV в послании португальским прелатам высоко оценил деятельность CCP. 13 мая 1923 аналогичное письмо направил португальским епископам Папа Пий XI.
Между христианскими демократами и авторитарными монархистами завязалась резкая полемика. Рупорами стали газеты: Лину Нету редактировал A União, впоследствии Novidades; Соза Нему редактировал A Época. Лину Нету называл христианскую церковь «самой прекрасной демократией, которую когда-либо видел мир, первой демократией всех времён». Соза Нему пропагандировал реакционные идеи французского монархиста Шарля Морраса и его лиги Аксьон франсез. С тех же моррасовских позиций выступал ещё один претендент на лидерство — участник «Северного мятежа» Жозе Адриану Пекиту Ребелу. Однако в 1920 Лину Нету отстоял руководство и оставался первым лицом CCP до 1934. Важную роль в исходе этого противоборства сыграл активист CCP, заведующий кафедрой политэкономии Коимбрского университета Антониу ди Оливейра Салазар.
На парламентских выборах 1921 Салазар был избран в палату депутатов как представитель CCP. Впоследствии сложилась легенда, будто он участвовал только в одном заседании и навсегда проникся отвращением к парламентаризму. Эта версия противоречит фактам: после того заседания в сессии был объявлен перерыв, затем палата распущена. На выборах 1922 Салазар баллотировался вновь, хотя на этот раз избран не был — из чего можно заключить, что особенной идиосинкразии к парламентаризму он не приобрёл.
В то же время Салазар был верующим католиком, убеждённым консерватором и сторонником авторитарного правления. По ряду признаков, по личным взглядам он был монархистом, но не считал реставрацию возможной («нам не нужна монархия на год или два»). Исходя из реалий, Салазар признавал республику и поэтому активно поддержал Лину Нету и его группу. Он решительно возражал Соза Нему, добивался участия католиков в республиканской политике и занятия государственных должностей. Убедительные выступления Салазара во многом определили исход внутрипартийной борьбы в CCP. В 1922 его политико-идеологические установки были изложены в работе Centro Católico Português: princípios e organização — Португальский католический центр: принципы и организация — и легли в основу политический доктрины CCP.

## Деятельность и прекращение
CCP был принципиально немассовой организацией и периодически отрицал свой партийный характер. Группа интеллектуалов и священнослужителей не рассчитывала на электоральные успехи. Однако CCP несколько раз участвовал в выборах и имел представительство в парламенте.
На выборах 1915 только что созданный CCP сумел провести 1 депутата и 1 сенатора. На выборах 1918, при режиме Сидониу Паиша, показатели улучшились — 5 депутатских и 1 сенатский мандат. Выборы 1919 обозначили спад: 1 депутат и 1 сенатор. Выборы 1921 увеличили представительство: 3 депутата, 3 сенатора, выборы 1922 дали тот же результат. Максимум был достигнут на выборах 1925: 6 депутатов, 4 сенатора, однако в результате парламентских перегруппировок остались 4 депутата и 1 сенатор.
При этом CCP оставался в оппозиции правительствам Демократической, Либерально-республиканской и даже Национально-республиканской партии Сидониу Паиша. Главными законодательными инициативами являлись смягчающие поправки в закон об отделении церкви от государства и проект восстановления правосубъектности католической церкви, внесённые депутатом Лину Нету.
В 1926 CCP поддержал национально-революционный военный переворот. В 1928 Антониу Салазар занял пост министра финансов, в 1930 возглавил правительство Португалии. Утвердилась однопартийная система Нового государства. Салазар предложил членам CCP вступать в правящий Национальный союз. «Новое государство» старалось деполитизировать общество и не поощряло самостоятельную политическую активность католиков. В этом правительство Салазара нашло понимание Святого Престола.
CCP прекратил партийно-политическую деятельность, сосредоточившись на общественной и административной поддержке католических приходов и ассоциаций. Центр сыграл видную роль в возвращении церкви ранее конфискованного имущества. Но он постепенно оттеснялся более массовым движением Португальское католическое действие (ACP). Явное предпочтение, которое Пий XI отдавал неполитической ACP, побудило Лину Нету в 1934 выйти из CCP. В 1940 после заключения конкордата между правительством Салазара и Святым Престолом, CCP был распущен решением епископской конференции. При этом католические иерархи и правительство Салазара отмечали заслуги Центра в годы «переходного периода».